# آفاق (جمعية خيرية)
بروسبكتس هي جمعية خيرية مسيحية في المملكة المتحدة ، تهدف إلى دعم البالغين ذوي صعوبات التعلم ، وتمكينهم من تحقيق كامل إمكاناتهم. تأسست في منتصف سبعينيات القرن الماضي على يد ديفيد بوتر، وهو قس مسيحي، انجذب إلى احتياجات هؤلاء البالغين لأن لديه وزوجته ابنة مصابة بمتلازمة داون .
تعتمد طريقة عمل الجمعية على إنشاء شراكة مع كنيسة محلية قبل افتتاح مرفق سكني؛ ويعود ذلك إلى أول مقر إقامة، "بلاس لويست" قرب أبيريستويث، الذي تم شراؤه وإنشاؤه بمساعدة كنيسة ألفريد بليس المعمدانية في أبيريستويث، وكان أول مقيم فيه هو طفل لاثنين من أعضاء تلك الجماعة الكنسية.
واستناداً إلى العنوان الرئيسي للمقال الذي كتبه بوتر ونُشر في صحيفة إيفانجيليكال تايمز، كان الاسم الأصلي لبروسبكتس هو "قضية تستدعي القلق". تم تغيير الاسم سنة 1997، في نفس الوقت الذي تحولت فيه الجمعية من مؤسسة خيرية إلى شركة محدودة ذات صفة خيرية.
لقد تغير منهج بروسبكتس، وهي تعمل الآن مع حوالي 40 سلطة محلية تقوم بتمويل أكثر من 60 خدمة تدعم أكثر من 300 بالغ في جميع أنحاء المملكة المتحدة. الغالبية العظمى من هذه الخدمات هي خدمات المعيشة المدعومة، بالإضافة إلى عدد قليل من دور الإقامة وخدمات الفرص اليومية. جميع خدمات بروسبكتس تخضع لتنظيم الجهات المختصة في إنكلترا وويلز وأيرلندا الشمالية.
كانت رؤية ومهمة بروسبكتس هي تقديم خدمات "ذات طابع مسيحي مميز" لتمكين الأشخاص ذوي الإعاقات التعلمية الذين يرغبون بذلك من عيش حياة مسيحية كاملة. يُنقل هذا الطابع المسيحي من خلال الموظفين، ولذلك فإن العديد من الوظائف داخل المنظمة تتطلب شرطاً مهنياً حقيقياً بأن يكون شاغلها مسيحياً.
بالإضافة إلى ذلك، لدى بروسبكتس مشروعان؛ "كوزواي بروسبكتس" و"بروسبكتس الدولية"، ويُموّلان بشكل منفصل تماماً من دخل الهبات. تعمل هذه المشاريع مع الكنائس والمنظمات المسيحية في المملكة المتحدة وخارجها لتمكين الإدماج الكامل في حياة الكنيسة والتنمية الروحية الشخصية للأشخاص ذوي الإعاقات التعلمية. كما تشارك بروسبكتس الدولية في مبادرات الرعاية الاجتماعية المسيحية في الدول النامية.

## روابط خارجية
- موقع الويب الخاص بالآفاق
- موقع Causeway Prospects الإلكتروني